# Sauber
Sauber Motorsport AG este o companie elvețiană de inginerie pentru sporturi cu motor. A fost fondată în 1970 (sub numele de PP Sauber AG) de către Peter Sauber, care a progresat prin campionatele de Viteză în coastă și Campionatul Mondial de Mașini Sport pentru a ajunge în Formula 1 în 1993. Sauber a funcționat sub propriul nume din 1993 până în 2005 și din 2010 până în 2018. Echipa va concura ca Stake F1 Team pentru sezoanele 2024 și 2025, și urmează să fie echipa de uzină pentru Audi din fabrică din 2026 încolo.
În iunie 2005, compania a fost preluată de producătorul german BMW. Parteneriatul cu BMW a durat din 2006 până în 2009, timp în care echipa a fost cunoscută sub numele de BMW Sauber. La sfârșitul unui sezon 2009 mai puțin reușit, BMW s-a retras din Formula 1, iar viitorul echipei a rămas incert timp de câteva luni, până când controlul total i-a fost restituit lui Peter Sauber și i s-a acordat o intrare pentru 2010. Din cauza problemelor legate de Acordul Concord, echipa a rămas ca „BMW Sauber” pentru sezonul 2010, deși a utilizat motoare de la Ferrari. În martie 2010, Peter Sauber a anunțat planurile de a schimba numele echipei, dar FIA a anunțat că va trebui să aștepte până la sfârșitul sezonului. La începutul sezonului 2011, echipa a renunțat la BMW din pe numele lor.
Până la jumătatea anului 2016, Peter Sauber deținea o participație de control de 66,6% în echipă, restul aparținând CEO-ului de atunci, Monisha Kaltenborn; ea a fost o figură de frunte în echipă de la retragerea BMW. Echipa a fost vândută pe parcursul sezonului 2016 către firma de investiții elvețiană Longbow Finance S.A, Pascal Picci preluând rolul lui Peter Sauber ca președinte al consiliului de administrație. La începutul sezonului 2018, Alfa Romeo a devenit sponsor principal, iar din 2019 până în 2023, echipa a concurat sub denumirea de Alfa Romeo F1 Team. Audi a cumpărat o acțiune minoritară din echipă în ianuarie 2023, în pregătirea înscrierii sale în Formula 1.
Echipa operează într-o unitate de 15.600 m2 din Hinwil, Elveția.

## Istoric

### Parteneriate cu mai multe companii (1993-2005)
În 1993, proprietarul elvețian de mașini, Peter Sauber, și-a văzut visul împlinit când echipa sa Sauber a fost admisă în Formula 1. În cele din urmă, proprietarul popular a avut o mașină de Formula 1 cu numele său stropit pe părțile laterale. Pe 14 martie 1993, cele două mașini de curse Sauber C12, conduse de Karl Wendlinger și JJ Lehto, au fost ferme pe grila Marelui Premiu din Africa de Sud. Cu două puncte în Campionat pentru locul cinci revendicat de șoferul finlandez (Lehto), anul acesta de debut s-a dovedit a fi un succes apreciat.

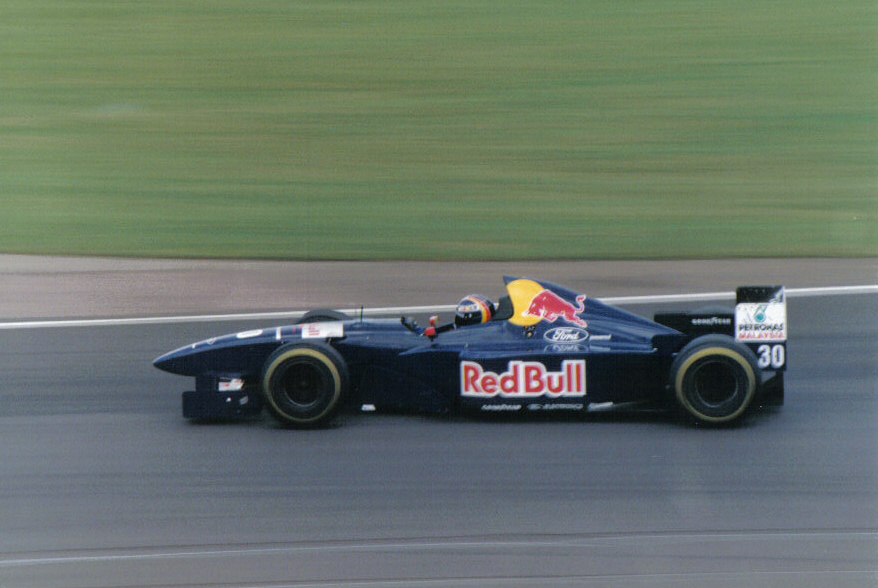
Heinz-Harald Frentzen în 1995 în Marele Premiu al Marii Britanii

În perioada anilor 1995 și 1996, Sauber a fost echipa de lucrări pentru producătorul de motoare Ford. Contractele semnate cu Red Bull și Petronas în 1995 au constituit o bază solidă care a permis echipei elvețiene să se stabilească în Formula 1. 1995 a adus primul podium al echipei cu Heinz-Harald Frentzen în Sauber C14, obținând locul trei în Marele Premiu al Italiei la Monza.
Din 1997 până în 2005, mașinile au fost alimentate de motoarele Ferrari cu Petronas în calitate de Sponsor pentru titlu. În 2001, Sauber a obținut locul al patrulea în Campionatul Mondial al Constructorilor cu debutantul Kimi Räikkönen.
În același an, Sauber a făcut demersuri în ceea ce privește dezvoltarea tehnică a propriilor sale facilități. Compania a fost redenumită Sauber Motorsport AG și a început construcția tunelului eolian. Inaugurarea tunelului eolian de ultimă generație a avut loc în decembrie 2003 și a continuat în primăvara anului 2004. Odată cu noua instalație în funcție și perseverența Sauber, interesul BMW a fost stârnit. Producătorul auto, care a fost implicat în Formula 1 cu Williams F1 din 2000, a fost dornic să-și înființeze propria echipă. Pe 22 iunie 2005, BMW și-a anunțat achiziția unui pachet majoritar în echipa elvețiană, iar echipa a devenit o echipă completă - BMW Sauber F1 Team.

### Echipa independentă (2010-2017)
În urma unui început provocator al sezonului 2009, BMW și-a anunțat retragerea din Formula 1 la sfârșitul sezonului. La sfârșitul anului 2009, Peter Sauber a ajuns la un acord de a-și cumpăra compania de la BMW, începând încă un nou capitol din povestea echipei.
Sauber a intrat în cel de-al 40-lea sezon în motorsport în 2010, cu Ferrari înapoi ca furnizor de motoare și noi șoferi Kamui Kobayashi și Pedro de la Rosa în monoposturi.
2012 a fost un an foarte bun pentru echipa Sauber F1, cu patru podiumuri, 126 puncte în Campionatul Mondial și locul șase în clasamentul Constructorilor. Pe 11 octombrie 2012, Peter Sauber a renunțat la funcția de director de echipă și a trecut bastonul către Monisha Kaltenborn - devenind astfel prima femeie care a ocupat funcția de director de echipă în istoria sportului.

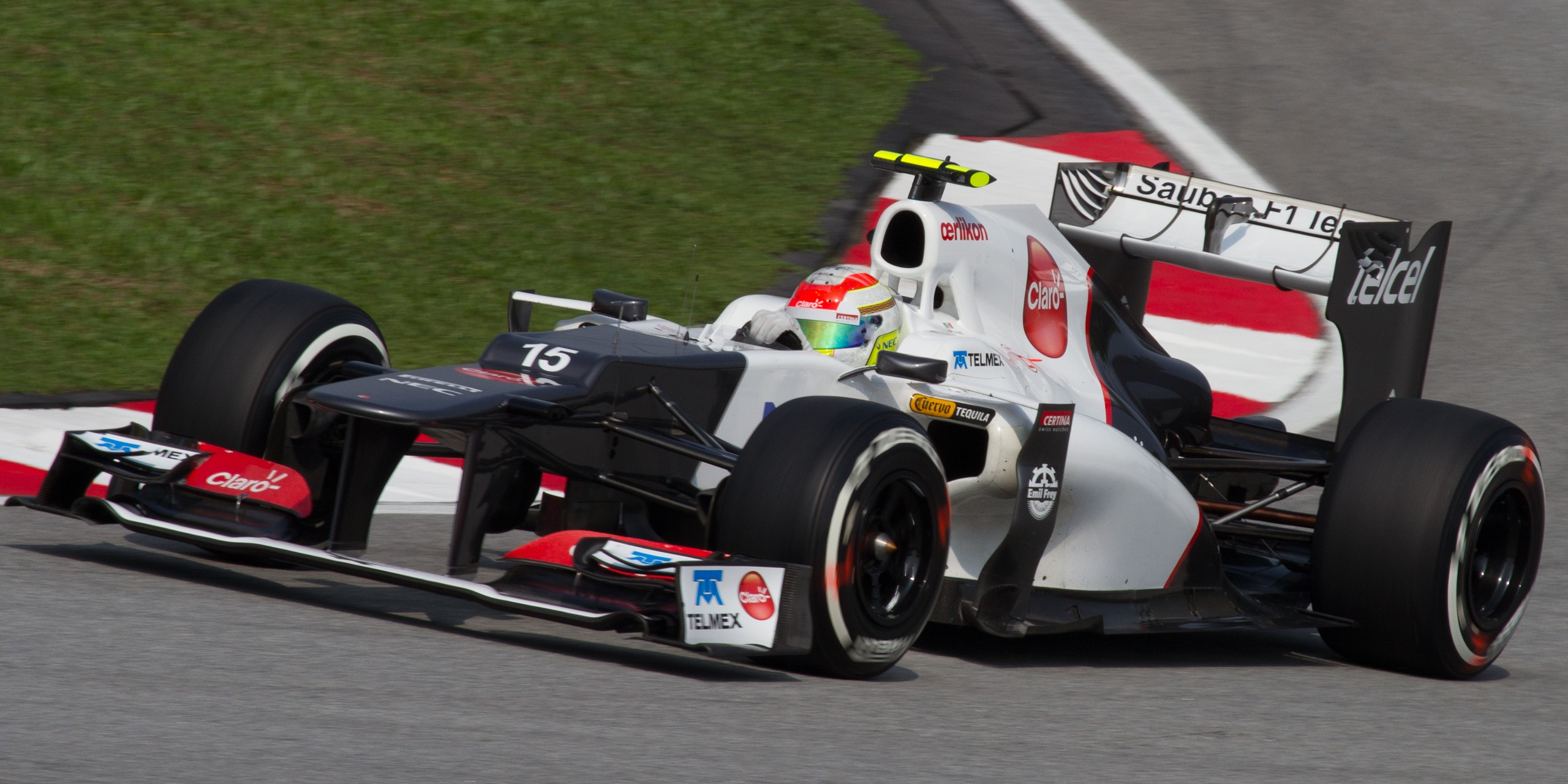
Sergio Pérez în 2012 în Marele Premiu al Malaeziei

Sezoanele următoare au devenit dificile pentru echipa Sauber F1. Pe măsură ce diferența față de celelalte echipe a crescut, Sauber a încheiat pentru prima dată un sezon fără puncte de campionat.
În 2015, echipa a recuperat marcând 36 de puncte și terminând a opta în Campionatul Constructorilor. Rezultatele s-au îmbunătățit continuu în comparație cu anul precedent, iar echipa a sărbătorit cel de-al 400-lea Mare Premiu la Marele Premiu al Statelor Unite din Austin, Texas.
Sauber Motorsport a înregistrat o schimbare de proprietate în iulie 2016. Longbow Finance, o firmă de investiții cu sediul în Elveția, a achiziționat acțiunile companiei și și-a restructurat operațiunile pentru viitor. În 2017, inginerul francez și expertul în motorsport, Frédéric Vasseur, a preluat rolul de director de echipă.

### Alfa Romeo Sauber F1 Team (2018)
Pe 2 decembrie 2017, Alfa Romeo și Sauber și-au anunțat parteneriatul pe mai mulți ani, Alfa Romeo devenind sponsor al titlului echipei. Nou-numita Alfa Romeo Sauber F1 Team a marcat revenirea iconică a mărcii în Formula 1 după o absență de peste 30 de ani. C37, alimentat de unitatea de putere Ferrari 2018, și-a făcut debutul la Melbourne, în Australia, cu experimentatul șofer suedez, Marcus Ericsson, și cu începătorul monegasc, Charles Leclerc. Echipa Alfa Romeo Sauber F1 a marcat primele puncte din 2018 încă din cel de-al doilea Mare Premiu din Bahrain cu Marcus Ericsson, iar în a patra rundă la Baku cu Charles Leclerc.
Pentru sezonul 2019, numele echipei Sauber s-a schimbat în Alfa Romeo Racing chiar înainte de lansarea mașinii lor C39.

### Stake F1 Team Kick Sauber (2024-2025)

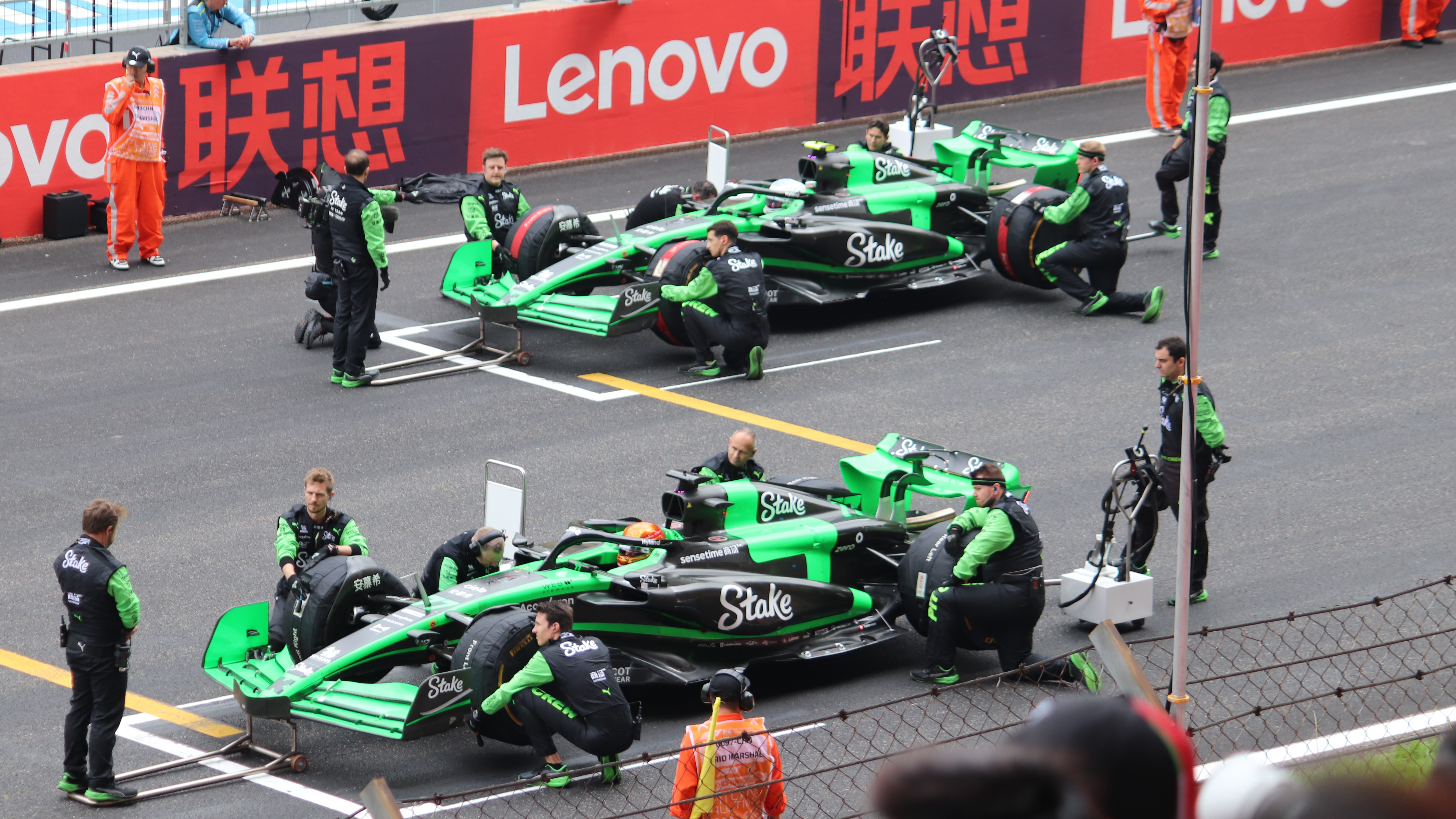
Bottas și Zhou pe grila de start pentru cursa sprint, Marele Premiu al Chinei din 2024

Sauber a pierdut oficial sponsorizarea Alfa Romeo din cauza trecerii la Audi Sport începând cu 2026. În timp ce Zhou Guanyu și Valtteri Bottas au rămas pentru sezonul 2024, Sauber a intrat în sezon ca Stake F1 Team Kick Sauber, continuând acordurile de sponsorizare semnate de Alfa Romeo cu Stake și Kick în sezonul precedent. În țările în care publicitatea pentru jocurile de noroc este interzisă, echipa se prezintă drept Kick F1 Team și a înlocuit toți sponsorii Stake de pe mașină cu logo-uri Kick, la fel ca în 2023. Kick a achiziționat, de asemenea, drepturile de denumire a șasiului pentru două sezoane, mașina din 2024 fiind denumită Kick Sauber C44. Pe 5 februarie, evenimentul de lansare a mașinii a avut loc la Guildhall din Londra și a fost prezentat de Naomi Schiff.

## Palmares în Formula 1
| Sezon | Piloți                                                                                           | Puncte | Loc clasament general |
| ----- | ------------------------------------------------------------------------------------------------ | ------ | --------------------- |
| 2024  | Zhou Guanyu Valtteri Bottas                                                                      | 4      | 10                    |
| 2018  | Marcus Ericsson Charles Leclerc                                                                  | 48     | 8                     |
| 2017  | Marcus Ericsson Pascal Wehrlein (1, 3-20) Antonio Giovinazzi (1-2)                               | 5      | 10                    |
| 2016  | Marcus Ericsson Felipe Nasr                                                                      | 2      | 10                    |
| 2015  | Marcus Ericsson Felipe Nasr                                                                      | 36     | 8                     |
| 2014  | Esteban Gutiérrez Adrian Sutil                                                                   | 0      | 10                    |
| 2013  | Nico Hülkenberg Esteban Gutiérrez                                                                | 57     | 7                     |
| 2012  | Kamui Kobayashi Sergio Pérez                                                                     | 126    | 6                     |
| 2011  | Kamui Kobayashi Sergio Pérez (18 curse); Pedro de la Rosa (1 cursă)                              | 44     | 8                     |
| 2010  | Pedro de la Rosa (14 curse); Nick Heidfeld (5 curse) Kamui Kobayashi                             | 44     | 8                     |
| 2005  | Jacques Villeneuve Felipe Massa                                                                  | 20     | 8                     |
| 2004  | Giancarlo Fisichella Felipe Massa                                                                | 34     | 6                     |
| 2003  | Nick Heidfeld Heinz-Harald Frentzen                                                              | 19     | 6                     |
| 2002  | Nick Heidfeld Felipe Massa (16 curse); Heinz-Harald Frentzen (1 cursă)                           | 21     | 4                     |
| 2001  | Nick Heidfeld Kimi Räikkönen                                                                     | 21     | 4                     |
| 2000  | Pedro Diniz Mika Salo                                                                            | 6      | 8                     |
| 1999  | Jean Alesi Pedro Diniz                                                                           | 5      | 8                     |
| 1998  | Jean Alesi Johnny Herbert                                                                        | 10     | 6                     |
| 1997  | Johnny Herbert Nicola Larini (5 curse); Gianni Morbidelli (8 curse); Norberto Fontana (4 curse)  | 16     | 7                     |
| 1996  | Johnny Herbert Heinz-Harald Frentzen                                                             | 11     | 7                     |
| 1995  | Karl Wendlinger (6 curse); Jean-Christophe Boullion (11 curse) Heinz-Harald Frentzen             | 18     | 7                     |
| 1994  | Karl Wendlinger (4 curse); Andrea de Cesaris (9 curse); JJ Lehto (2 curse) Heinz-Harald Frentzen | 12     | 8                     |
| 1993  | Karl Wendlinger JJ Lehto                                                                         | 12     | 7                     |